# Liste der Kulturdenkmale in Dedeleben
In der Liste der Kulturdenkmale in Dedeleben sind alle Kulturdenkmale in Dedeleben, einem Ortsteil der Gemeinde Huy (Landkreis Harz), aufgelistet. Grundlage ist das Denkmalverzeichnis des Landes Sachsen-Anhalt, das auf Basis des Denkmalschutzgesetzes des Landes Sachsen-Anhalt vom 21. Oktober 1991 durch das Landesamt für Denkmalpflege und Archäologie Sachsen-Anhalt erstellt und seither laufend ergänzt wurde (Stand: 31. Dezember 2021).

## Kulturdenkmale
| Lage                                           | Bezeichnung             | Beschreibung | Erfassungs- nummer | Ausweisungsart               | Bild                    |
| ---------------------------------------------- | ----------------------- | --- | ------------------ | ---------------------------- | ----------------------- |
| westlich von Dedeleben (Karte)                 | Burg Westerburg         | Westerburg | 094 00128          | Baudenkmal                   | Weitere Bilder          |
| (Karte)                                        | Kirche St. Marien       | | 094 00143          | Baudenkmal                   | Weitere Bilder          |
| Kirchstraße (Karte)                            | Kirche St. Johannes     | Ruine der St.-Johannes-Kirche | 094 00162          | Baudenkmal                   | Weitere Bilder          |
| Am Bache 1, 2, 3, 5 (Karte)                    | Bauernhaus              | | 094 00155          | Denkmalbereich               | Weitere Bilder          |
| Am Bache 1 (Karte)                             | Pfarrhaus               | | 094 00159          | Baudenkmal                   | Weitere Bilder          |
| Am Bache 3 (Karte)                             | Bauernhof               | | 094 00157          | Baudenkmal                   | Weitere Bilder          |
| Am Bache 12                                    | Bauernhaus              | 2018 nicht existent | 094 00170          | Baudenkmal                   |                         |
| Am Bache 13 (Karte)                            | Bauernhof               | | 094 00156          | Baudenkmal                   | Weitere Bilder          |
| Am Markt 1, 4, 6 (Karte)                       | Marktplatz              | | 094 00137          | Denkmalbereich               | Weitere Bilder          |
| Am Markt 1 (Karte)                             | Bauernhaus              | | 094 00144          | Baudenkmal                   | Bauernhaus              |
| Am Markt 4 (Karte)                             | Schule                  | | 094 00145          | Baudenkmal                   | Schule                  |
| Am Markt 5 (Karte)                             | Wohnhaus                | | 094 00146          | Baudenkmal                   | BW                      |
| Bahnhofstraße 1, 2 (Karte)                     | Bahnhof                 | Der Bahnhof Dedeleben wurde 1890 mit der Bahnstrecke Jerxheim–Nienhagen in Betrieb genommen. Nach 1945 wurde aufgrund der deutschen Teilung die Strecke zwischen Dedeleben und Jerxheim unterbrochen. Wiederaufpläne nach 1990 scheiterten. Im Jahr 2000 wurde der Verkehr eingestellt und die Strecke im Folgejahr stillgelegt. Der Bahnhof Dedeleben ist ein zweigeschossiger Backsteinbau mit einem einstöckigen Gaststättenanbau auf der Nord- und einem Güterschuppen auf der Südseite. | 094 00153          | Baudenkmal                   | Bahnhof                 |
| Bahnhofstraße 13 (Karte)                       | Wohn- und Geschäftshaus | | 094 00133          | Baudenkmal                   | Wohn- und Geschäftshaus |
| Dorfstraße 22                                  | Schule                  | | 094 41263          | Baudenkmal                   |                         |
| Ernst-Thälmann-Straße 5 (Karte)                | Bauernhof               | | 094 00126          | Baudenkmal                   | Weitere Bilder          |
| Ernst-Thälmann-Straße 18 (Karte)               | Toranlage               | | 094 00129          | Baudenkmal                   | Weitere Bilder          |
| Ernst-Thälmann-Straße 51 (Karte)               | Geschäftshaus           | | 094 00151          | Baudenkmal                   | Weitere Bilder          |
| Ernst-Thälmann-Straße 58 (Karte)               | Bauernhof               | | 094 00150          | Baudenkmal                   | Weitere Bilder          |
| Ernst-Thälmann-Straße 64 (Karte)               | Villa                   | | 094 00152          | Baudenkmal                   | Villa                   |
| Ernst-Thälmann-Straße 66 (Karte)               | Bauernhaus              | | 094 00154          | Baudenkmal                   | Weitere Bilder          |
| nördlich der Wasserburg (Karte)                | Wirtschaftshof          | Schäferei | 094 41261          | Baudenkmal                   | BW                      |
| Graue 6 (Karte)                                |                         | | 094 00171          | Baudenkmal                   | Weitere Bilder          |
| Hinterstraße 1 (Karte)                         | Bauernhof               | | 094 00166          | Baudenkmal                   | Weitere Bilder          |
| Hinterstraße 3 (Karte)                         | Bauernhof               | | 094 00165          | Baudenkmal                   | Weitere Bilder          |
| Hinterstraße 4 (Karte)                         | Bauernhof               | | 094 00124          | Baudenkmal                   | Weitere Bilder          |
| Hinterstraße 6 (Karte)                         | Bauernhaus              | | 094 00164          | Baudenkmal                   | Weitere Bilder          |
| Hinterstraße 11 (Karte)                        | Bauernhaus              | | 094 00179          | Baudenkmal                   | Weitere Bilder          |
| Hüttenstraße 3 (Karte)                         | Pfarrwitwenhaus         | | 094 00142          | Baudenkmal                   | Weitere Bilder          |
| Hüttenstraße 4 (Karte)                         | Bauernhaus              | | 094 00132          | Baudenkmal                   | Weitere Bilder          |
| Hüttenstraße 6 (Karte)                         | Mühle                   | | 094 00131          | Baudenkmal                   | Weitere Bilder          |
| Hüttenstraße 7 (Karte)                         | Bauernhaus              | | 094 00130          | Baudenkmal                   | Weitere Bilder          |
| Im Winkel 1 (Karte)                            | Bauernhaus              | | 094 00134          | Baudenkmal                   | Weitere Bilder          |
| Im Winkel 2 (Karte)                            | Bauernhaus              | | 094 00173          | Baudenkmal                   | Weitere Bilder          |
| Im Pfeilern 1 (Karte)                          | Bauernhaus              | | 094 00167          | Baudenkmal                   | Weitere Bilder          |
| Im Pfeilern 7 (Karte)                          | Bauernhaus              | | 094 00168          | Baudenkmal                   | Weitere Bilder          |
| Im Pfeilern 12 (Karte)                         | Bauernhaus              | | 094 00169          | Baudenkmal                   | Weitere Bilder          |
| Kirchstraße 1 (Karte)                          | Bauernhaus              | | 094 00160          | Baudenkmal                   | Weitere Bilder          |
| Kirchstraße 3 (Karte)                          | Schule                  | | 094 00180          | Baudenkmal                   | Weitere Bilder          |
| Kirchstraße 4 (Karte)                          | Pfarrwitwenhof          | | 094 00163          | Baudenkmal                   | Weitere Bilder          |
| Kirchstraße 5 (Karte)                          | Schule                  | | 094 00161          | Baudenkmal                   | Schule                  |
| Kirchstraße 6, 7, 8, 9 (Karte)                 | Adelshof                | Rittergut von Hünecke; zu DDR-Zeiten Thomas-Müntzer-Hof mit Nutzung als Kindergarten. | 094 00148          | Denkmalbereich               | BW                      |
| Rendelberg (Karte)                             | Kapelle                 | Friedhofskapelle | 094 00139          | Baudenkmal                   | Weitere Bilder          |
| Rendelberg (Karte)                             | Park                    | Park | 094 00138          | Baudenkmal                   | Weitere Bilder          |
| Rendelberg (Karte)                             | Kriegerdenkmal          | Kriegerdenkmal im Park Dedeleben | 094 00138 001      | Teilobjekt eines Baudenkmals | Weitere Bilder          |
| Rendelberg 6 (Karte)                           | Bauernhaus              | | 094 00127          | Baudenkmal                   | Weitere Bilder          |
| Rendelberg 9 (Karte)                           | Bauernhof               | | 094 00172          | Baudenkmal                   | Weitere Bilder          |
| Rudolf-Breitscheid-Straße 30 (Karte)           | Gasthof                 | | 094 00178          | Baudenkmal                   | Gasthof                 |
| Seidenbeutel 10 (Karte)                        | Bauernhaus              | | 094 00147          | Baudenkmal                   | Weitere Bilder          |
| Seidenbeutel 16, historischer Ortskern (Karte) | Speicher                | Reling'scher Speicher | 094 50015          | Baudenkmal                   | BW                      |
| Straße der Freundschaft 3                      | Mauer                   | | 094 00149          | Baudenkmal                   |                         |
| Straße der Freundschaft 18                     | Bauernhaus              | | 094 00125          | Baudenkmal                   |                         |
| Thomas-Müntzer-Kamp 1, 2, 3, 4, 5, 6 (Karte)   | Schnitterkaserne        | Am Zentralweg | 094 00176          | Denkmalbereich               | BW                      |
| Vor dem Kruge 1 (Karte)                        | Gasthof                 | | 094 00140          | Baudenkmal                   | Weitere Bilder          |
| Vor dem Kruge 2 (Karte)                        | Gasthaus                | | 094 00141          | Baudenkmal                   | BW                      |
| Wrampestraße 1 (Karte)                         | Bauernhof               | | 094 00135          | Baudenkmal                   | Weitere Bilder          |
| Wrampestraße 4 (Karte)                         | Bauernhaus              | | 094 00174          | Baudenkmal                   | Weitere Bilder          |
| Wrampestraße 1, 2, 13, 14, 15 (Karte)          | Straßenzug              | | 094 00136          | Denkmalbereich               | Weitere Bilder          |

- siehe auch Liste der Kulturdenkmale in Huy

## Legende
In den Spalten befinden sich folgende Informationen:
- Lage: Nennt den Straßennamen und wenn vorhanden die Hausnummer des Kulturdenkmals. Die Grundsortierung der Liste erfolgt nach dieser Adresse. Der Link „Karte“ führt zu verschiedenen Kartendarstellungen und nennt die geographischen Koordinaten.
Link zu einem Kartenansichtstool, um Koordinaten zu setzen. In der Kartenansicht sind Baudenkmale ohne Koordinaten mit einem roten bzw. orangen Marker dargestellt und können in der Karte gesetzt werden. Baudenkmale ohne Bild sind mit einem blauen bzw. roten Marker gekennzeichnet, Baudenkmale mit Bild mit einem grünen bzw. orangen Marker.
- Offizielle Bezeichnung: Nennt den Namen, die Bezeichnung oder zumindest die Art des Kulturdenkmals und verlinkt, soweit vorhanden, auf den Artikel zum Objekt.
- Beschreibung: Nennt bauliche und geschichtliche Einzelheiten des Kulturdenkmals, vorzugsweise die Denkmaleigenschaften.
- Erfassungsnummer: Für jedes Kulturdenkmal wird in Sachsen-Anhalt eine 20stellige Erfassungsnummer vergeben. Die letzten zwölf Ziffern werden für die Untergliederung nach Teilobjekten genutzt und werden nur angegeben, soweit vergeben. In dieser Spalte kann sich folgendes Icon  befinden, dies führt zu Angaben zu diesem Baudenkmal bei Wikidata.
- Ausweisungsart: Die Einordnung des Denkmales nach § 2 Abs. 2 DenkmSchG LSA
- Bild: Ein Bild des Denkmales, und gegebenenfalls einen Link zu weiteren Fotos des Kulturdenkmals im Medienarchiv Wikimedia Commons. Wenn man auf das Kamerasymbol klickt, können Fotos zu Kulturdenkmalen aus dieser Liste hochgeladen werden: